# San Calogero
San Calogero é uma comuna italiana da região da Calábria, província de Vibo Valentia, com cerca de 4.631 habitantes. Estende-se por uma área de 25 km², tendo uma densidade populacional de 185 hab/km². Faz fronteira com Candidoni (RC), Filandari, Limbadi, Mileto, Rombiolo.

## Demografia
| Variação demográfica do município entre 1861 e 2011                               |
|                                                                                   |
| Fonte: Istituto Nazionale di Statistica (ISTAT) - Elaboração gráfica da Wikipedia |